# Trifarina
Trifarina es un género de foraminífero bentónico de la subfamilia Angulogerininae, de la familia Uvigerinidae, de la superfamilia Buliminoidea, del suborden Buliminina y del orden Buliminida. Su especie tipo es Trifarina bradyi. Su rango cronoestratigráfico abarca desde el Paleoceno hasta la Actualidad.

## Discusión
Clasificaciones previas incluían Trifarina en el suborden Rotaliina del orden Rotaliida.

## Clasificación
Se han descrito numerosas especies de Trifarina. Entre las especies más interesantes o más conocidas destacan:
- Trifarina angulosa
- Trifarina bradyi
- Trifarina edwardsi
- Trifarina kaiata

Un listado completo de las especies descritas en el género Trifarina puede verse en el siguiente anexo.